# McKay Lake
McKay Lake är en sjö i Kanada.   Den ligger i Thunder Bay District och provinsen Ontario, i den sydöstra delen av landet, 900 km nordväst om huvudstaden Ottawa. McKay Lake ligger 319 meter över havet.
I omgivningarna runt McKay Lake växer i huvudsak blandskog. Trakten runt McKay Lake är nära nog obefolkad, med mindre än två invånare per kvadratkilometer.